# Dasygaster suffusa
Dasygaster suffusa là một loài bướm đêm trong họ Noctuidae.